# Master John Horseleigh, Knight
Master John Horseleigh, Knight is een kort verhaal uit 1893 van de Engelse schrijver Thomas Hardy. Het verscheen voor het eerst in de Illustrated London News in juni 1893, voorzien van een titelvignet en vier andere illustraties van de hand van W.B. Wollen. In de Verenigde Staten werd het verhaal een maand later gepubliceerd in McClure's Magazine onder de titel 'Mastr John Horseleigh, Knyght' met twaalf kleine illustraties van Harry C. Edwards. Later werd het opgenomen in de in 1913 uitgebrachte verhalenbundel A Changed Man and Other Tales.
Het verhaal speelt zich, zoals gebruikelijk, af in Hardy's fictieve graafschap Wessex, meer in het bijzonder in Havenpool, de aanduiding voor Poole in Dorset, en in Oozewood, dat staat voor Ringwood in Hampshire.
In het trouwregister van Havenpool staat een vermelding van het door koning Hendrik VIII zelf gesanctioneerde huwelijk tussen Sir John Horseleigh en Edith, de weduwe van John Stocker, in 1539. Het merkwaardige feit doet zich voor dat in de annalen van de oude familie geen vermelding van dat huwelijk voorkomt, maar wel van een eerder gesloten huwelijk tussen Sir John en de rijke erfgename van Richard Phelipson, die hem overleefde.

## Het verhaal
In 1540 of 1541 keert de jonge zeeman Roger na lange tijd terug naar huis. Hij begeeft zich meteen naar het huis van zijn zus en zwager, die kort voor zijn vertrek getrouwd waren. Hij treft het huis echter verlaten aan en verneemt dat zijn zwager anderhalf jaar geleden is overleden en dat zijn zus getrouwd is (of zou zijn) met een oudere man, die door de zegsman wordt omschreven als een wat verdacht persoon, gezien het feit dat de man altijd waakzaam om zich heen keek, alsof hij iets te verbergen had. Edith zou voor zover hij weet nu wonen in Oozewood.

Daar aangekomen treft hij zijn zus aan met een baby op de arm. Zij zegt inderdaad getrouwd te zijn, maar dat het huwelijk voorlopig geheim moet blijven. Ook de naam van haar man mag ze niet prijsgeven. Haar echtgenoot is meestal afwezig en bezoekt haar slechts twee keer per week. Als de man op deze zaterdag arriveert vertrekt Roger ongezien en wacht het vertrek van de man af in een schuilplaats. Hij constateert dan dat het gaat om een grote, knappe en goedgeklede persoon. Hij weet de figuur die nacht op enige afstand te volgen tot die bij zijn huis aankomt. Het blijkt een enorm en prachtig landgoed, met zelfs een eigen kapel. Die zondagochtend gaan alle bewoners van het huis ter kerke, met daarbij Sir John. Aan zijn arm loopt een vrouw en zij worden gevolgd door drie kinderen. Bij navraag bij een van de bedienden verneemt hij dat dit de alom bekende Sir John Horseleigh is, met zijn echtgenote en hun kinderen.

Geheel perplex zwerft Roger een week lang door de omgeving, stevig aan de boemel. De volgende zaterdag gaat hij opnieuw naar zijn zus om haar de waarheid te vertellen. Als Sir John arriveert verbergt hij zich in het huis. Edith vertelt de man wat zij heeft vernomen. Hij bezweert haar echter dat zij zijn enige wettige echtgenote is en dat andere kinderen bastaards zijn. Roger kan zich niet meer inhouden; hij springt tevoorschijn en er ontstaat een gevecht, waarbij Roger Sir John met een mes in de borst steekt. De wond blijkt fataal, maar voor hij overlijdt weet Sir John de situatie duidelijk te maken.
Hij was getrouwd met een weduwe, wier eerste man kort na het huwelijk op avontuur was gegaan en nimmer teruggekeerd. Hij trouwde Dame Horseleigh daarop in stijl en verwekte drie kinderen bij haar. Na verloop van tijd bleek haar eerste man echter nog in leven en zich in Frankrijk te bevinden, waarmee zijn kinderen in feite bastaards waren. Sir John liet haar onkundig van dit feit en consulteerde de koning, omdat hij toch wel wettig nageslacht wenste. Deze adviseerde hem daarop in het geheim te trouwen en geheimhouding te bewaren tot zich een geschikt moment voordeed voor de bekendmaking van de feiten. Edith bleek dus inderdaad zijn wettige vrouw en het kind de wettige erfgenaam. Na deze bekentenissen sterft Sir John in de armen van zijn vrouw. Als kort daarna ook het kind overlijdt is zij zodanig van streek dat zij niet haar rechten opeist. Zij vertrekt naar Havenpool, waar ze op middelbare leeftijd in tamelijke anonimiteit overlijdt.
Na enige tijd keert een soldaat uit Frankrijk terug, maakt Dame Horseleigh het hof en trouwt haar na zeer korte tijd. Algemeen wordt aangenomen dat het daarbij ging om haar eerste en wettige echtgenoot en dat het huwelijk alleen voor de vorm werd overgesloten. De titels en eigendommen gaan over op de bastaardkinderen...